# Verde di Scheele
Il verde di Scheele o verde svedese è una miscela di arseniti di rame, indicata in genere con la formula approssimativa CuHAsO3, ma altre volte anche come Cu3(AsO3)2 o Cu(AsO2)2. Preparato per la prima volta nel 1775 da Carl Wilhelm Scheele, è un composto giallo-verde usato in passato per colorare tessuti e carta da parati, nonché come pigmento per artisti. Viene elencato nel Colour Index come CI 77412/Pigment Green 22. L'uso fu abbandonato sia per la sua tossicità che per l'instabilità del colore in presenza di solfiti e altri inquinanti atmosferici.

## Storia

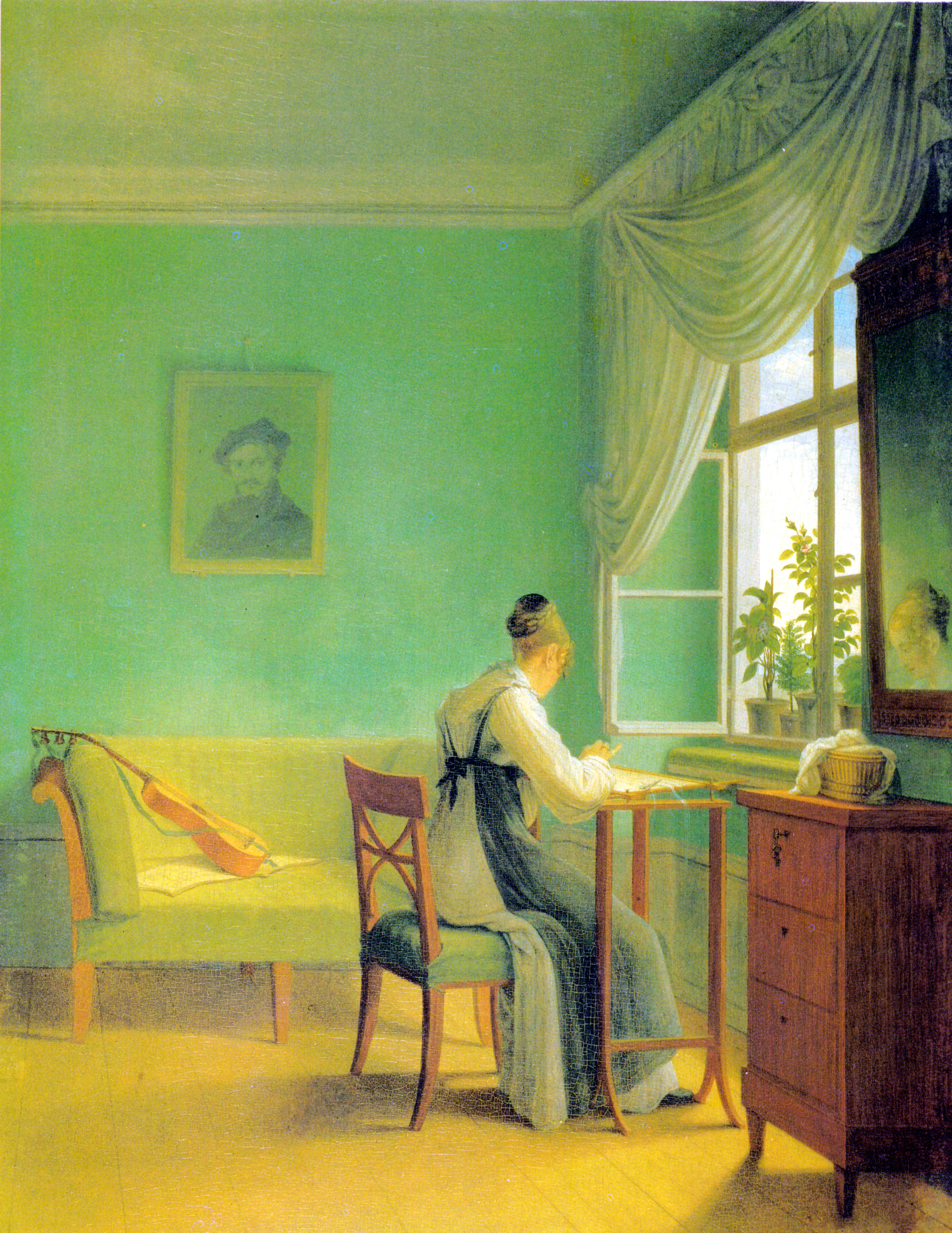
Donna che ricama di Georg Friedrich Kersting (1812)

Il pigmento fu ottenuto da Scheele nel 1775, ma i risultati furono pubblicati nel 1778 senza specificare in dettaglio il procedimento di sintesi. Scheele partì da una soluzione di carbonato di sodio a una temperatura di circa 90 ºC, cui aggiunse lentamente ossido di arsenico(III), mescolando continuamente fino a completa dissoluzione. La soluzione di arsenito di sodio così preparata fu aggiunta a una soluzione di solfato di rame, ottenendo un precipitato verde di arsenito di rame insolubile. Dopo la filtrazione il prodotto fu essiccato a circa 45 ºC. Per migliorare il colore, il sale fu successivamente riscaldato a 60-70 ºC. Il composto divenne noto come "verde di Scheele" o "verde svedese". Fu usato principalmente su tessuti e carta da parati, e anche dagli artisti, perché a quel tempo avevano a disposizione pochi colori verdi.
Problemi tecnici di preparazione fecero sì che la tonalità di colore non fosse sempre identica, essendo dipendente dal rapporto rame:arsenico, a sua volta influenzato dal rapporto tra i materiali di partenza, nonché dalla temperatura. Ciò portò alla fabbricazione di numerose varianti, ed è ora noto che il verde di Scheele è in realtà una miscela di composti come metaarsenito di rame(II) (Cu(AsO2)2), idrogenoarsenito di rame(II) (CuHAsO3), arsenito di rame(II) triidrato (Cu(AsO3)2⋅3H2O), ortoarsenito di rame(II) diidrato (Cu3As2O6⋅2H2O) e diarsenito di rame(II) diidrato (Cu2As2O5⋅2H2O).
Il verde di Scheele ebbe un successo limitato, e i tentativi di migliorarne le caratteristiche portarono allo sviluppo di nuovi pigmenti come il verde di Parigi, più stabile ma altrettanto tossico, commercializzato dopo il 1814.